# Les Neuf Tailleurs
Les Neuf Tailleurs  — The Nine Tailors dans l'édition originale britannique — est un roman policier publié par Dorothy L. Sayers en 1934. C'est le 9e roman de la série mettant en scène Lord Peter Wimsey, l'aristocrate détective amateur.

## Résumé
La veille du Jour de l’An, un banal accident de voiture contraint Lord Peter à séjourner dans un petit village du Fenland où il vient en aide à l’église en faisant sonner les cloches, car une mauvaise grippe a cloué au lit l'un des sonneurs. 
Le lendemain matin, Lady Thorpe, la femme du châtelain de la région, est retrouvée morte. Lord Peter apprend alors la triste histoire de la famille Thorpe, dépossédée de bijoux de grande valeur vingt ans auparavant par un valet de la maison et son complice. Les deux malfaiteurs furent écroués, mais le fruit de leur larcin jamais recouvré.
Cette même année, à Pâques, Sir Henry Thorpe meurt à son tour. Or, quand on ouvre le tombeau pour y déposer sa dépouille, on constate que le cercueil de Lady Thorpe a été vandalisé et qu’un cadavre mutilé s’y trouve.  Il s’agit apparemment du corps d’un vagabond surnommé Driver qui aurait été vu pour la dernière fois... la veille du Jour de l’An. 
Quand Lord Wimsey apprend ces développements, la coïncidence lui paraît bien étrange et le convainc de faire enquête.

## Personnages
- Lord Peter Wimsey : détective amateur et aristocrate raffiné.
- Mervyn Bunter : fidèle valet de Lord Peter.
- Le révérend Theodore Venables : diacre de l’église Fenchurch St Paul
- Sir Henry Thorpe : châtelain de la région.
- Lady Thorpe : la femme du châtelain.
- Hilary Thorpe : la fille du châtelain.
- Le superintendent Blundell : officier de police et enquêteur de l'affaire.
- Jeff Deacon : ancien valet des Thorpe, accusé de vol et renvoyé il y a vingt ans de cela.
- Nobby Cranton : escroc londonien et complice de Deacon.
- Mary Thoday : la femme du fermier-sonneur, autrefois l’épouse de Deacon.
- Jim Thoday : frère du fermier-sonneur et marin.
- le chef-inspecteur Charles Parker de Scotland Yard, ami et beau-frère de Wimsey

Les huit sonneurs:
- Hezekiah Lavender : chef des sonneurs, sonne la cloche No 8.
- Jack Godfrey : marguillier et sonneur de la cloche No 7.
- Alf Donnington : propriétaire du pub Red Cow et sonneur de la cloche No 6.
- Joe Hinkins : jardinier et sonneur de la cloche No 5.
- Harry Gotobed : sacristain et sonneur de la cloche No 4.
- Walter Pratt : sonneur de la cloche No 3.
- Will Thoday : fermier et sonneur de la cloche No 2, de qui Wimsey prend la place.
- Ezra Wilderspin : forgeron et sonneur de la cloche No 1.

## Honneur
Les Neuf Tailleurs occupe la 18e place au classement des cent meilleurs romans policiers de tous les temps établie par la Crime Writers' Association en 1990.

## Titre
Dans la version anglaise originale, l'autrice en mentionne que le titre se réfère à la locution « Nine Tailors make a Man ». Selon elle, « tailor » dans cet usage serait une déformation de teller ou teller-stroke, c'est-à-dire un coup de cloche annonçant la mort de quelqu'un, qui corréspond au glas en France. En effet, la tradition voulait que lors du décès d'un homme de la paroisse, la cloche principale de l'église fût sonné neuf fois (six fois pour le décès d'une femme, et trois fois pour le décès d'un enfant). On voit la pratique à plusieurs reprises dans le roman, y compris pour la mort de l'inconnu qui lancera l'enquête. 
Le titre en anglais n'a donc rien à voir avec les travailleurs qui rapiècent les vêtements.

## Éditions
Éditions originales en anglais
- (en) Dorothy L. Sayers, The Nine Tailors, Londres, Victor Gollancz Limited, 1934

Édition française
- (fr) Dorothy L. Sayers (auteur) et Miriam Dou (traducteur), Les Neuf Tailleurs [« The Nine Tailors »], Paris, Librairie des Champs-Élysées, coll. « Le Masque no 567 », 1957, 255 p. (BNF 32607233)
- (fr) Dorothy L. Sayers (auteur) et Miriam Dou (traducteur), Les Neuf Tailleurs [« The Nine Tailors »], Paris, Librairie des Champs-Élysées, coll. « Le Club des Masques no 89 », 1970, 252 p.

## Adaptation
- 1974 : The Nine Tailors, mini-série de la BBC, réalisée par Raymond Menmuir, avec Ian Carmichael dans le rôle de Lord Peter Wimsey.